# Милаш, Дарко
Дарко Милаш (хорв. Darko Milas; род. 1959, Вуковар, Хорватия) — хорватский актёр театра и кино. Известен по фильму «Красная пыль» (1999), сериалам «Закон» (2009), «Золотой дворец» (2016) и «Молчание» (2021).

## Биография
Дарко Милаш родился в 1959 году в Вуковаре, Хорватия.
После окончания школы изучал литературу на осиекском факультете педагогики и выступал в Академии драматического искусства, оставив обучение в Осиеке. Закончил обучение в 1984 году и стал актёром в театре Осиека.
В кино Дарко Милаш начал сниматься в 1986 году. Его первым фильмом была кинолента «Земля обетованная» (1986).
С 1991 по 1993 годы и с 2002 года — актёр драматического театра имени Бранка Гавеллы (Загреб).
Был профессором у молодого поколения актёров Осиека, ответственным за координацию с Академией драматических искусств в Загребе.
Сыграл более 40 ролей в различных театрах, в том числе в театрах Вараждина, Хорватском театре в Пече, Венгрия (был его соучредителем). Выступал на Летнем фестивале в Дубровнике. Руководил постановками пьес молодого поколения хорватских драматургов (Брумек, Кисельяк, Мадунич, Шпишич).
В 1993 году снялся в американском телевизионном фильме-боевике «Детонатор».
В 1994 году в Студенческом Центре поставил пьесу Асджи Тодорович «Накануне утром».
С 1995 по 2002 год, работал генеральным менеджером Драматического отдела Хорватского национального театра. Принимал участие в выборе репертуара, был привлечен к управлению труппой.
В 1999 году сыграл в фильме «Красная пыль» (Crvena prašina).
В 2009 году сыграл в хорватском юмористическом ситкоме «Закон!» (Zakon!).
В 2014 году снялся в военном фильме основанном на реальных событиях «Номер 55» (Broj 55).
В 2016 году появился в роли отца Антуна в хорватской теленовелле «Золотой дворец» (Zlatni dvori).
В 2021 году Дарко Милаш сыграл детектива Владимира в украинском-хорватском сериале «Молчание».

## Фильмография

### Телевизионные роли
- «Молчание» в роли детектива Владимира (2021)
- «Война к войне» в роли хорватского оператора № 1 (2018)
- «Отдыхали с миром» в роли Николы Кара (2017)
- «Газета» в роли Илии Бубала (2016—2020)
- «Золотой дворец» в роли Антуна Галовича (2016—2017)
- «Лоза» в роли Грубича (2011—2012)
- «Солнце-долина» в роли врача Ивана Домича (2010)
- «Закон!» в роли Дарко Пакшеча (2009)
- «Все будет хорошо» в роли врача Ивана Домича (2008—2009)
- «Битун и принцесса» в роли офицера (2008)

### Роли в фильмах
- «Номер 55» в роли Дэро (2014)
- «Дети падают» в роли Илии Мамулы (2013)
- «Шаг за шагом» в роли молодого босса (2011)
- «За стаканом» (2008)
- «Вор воспоминаний» (2007)
- «Общество Иисуса» в роли ректора (2004)
- «Королева ночи» в роли офицера (2001)
- «Сердце не в моде» в роли продавца билетов (2000)
- «Красная пыль» в роли Зеленчича (1999)
- «Детонатор» в роли Кузнецова (1993)
- «Национальный мученик» (1993)
- «Земля обетованная» (1986)[28][29][30][31]